# Remington Spartan 100
Remington Spartan 100 однозарядна, переламна рушниця. Це варіант класичної російської рушниці ІЖ-18 виробництва Іжевського механічного заводу для експорту під торговою маркою "Байкал". Її виробляє і продає компанія Remington.
Модель SPR100 Молодіжний розроблена під дробовий набій 20 калібру або .410 калібру. Рушниця має ствол довжиною 24 дюйми та має вагу 6+1/4 pounds.

## Моделі

### SPR100
Стандартна модель SPR100 має воронену ствольну коробку, приклад і цівку з твердого дерева та фіксований чок. Рушниця зі стволом довжиною 28 дюймів заряджається набоями 12 калібру, а з довжиною стволу 26 дюймів заряджається набоями 20 калібру або .410 калібру. Її вага становить 6+1/2 фунтів.
Оновлена версія SPR100 має нікельовану ствольну коробку, горіхові приклад і цівку та гвинтові чоки-вставки. Довжина стволу 29+1/2 дюймів, заряджається набоями 12 калібру.

### SPR100 Спортивний
Модель SPR100 Спортивний має нікельовану ствольну коробку, горіховий приклад та цівку, а також гвинтові чоки-вставки. Ствол має отвори для зменшення відбою.

### SPR100 Молодіжний
Модель SPR100 Молодіжний заряджався набоями 20 калібру або .410 калібру. Довжина ствола 24  дюйми, вага 6+1/4 фунтів.